# Běštín
Běštín (německy Bieschtin) je obec v okrese Beroun ve Středočeském kraji, asi 8 km východně od Hořovic. Žije zde 345 obyvatel.

## Historie
První písemná zmínka o obci pochází z roku 1406.

## Obecní správa

### Části obce
- Běštín (k. ú. Běštín)

K obci patří také Bezdědičky.
Sousedními obcemi sídla jsou Hostomice, Jince a Čenkov.
Od 1. ledna 1986 do 23. listopadu 1990 byla obec součástí města Hostomice a od 24. listopadu 1990 se stala samostatnou obcí.

### Územněsprávní začlenění
Dějiny územněsprávního začleňování zahrnují období od roku 1850 do současnosti. V chronologickém přehledu je uvedena územně administrativní příslušnost obce v roce, kdy ke změně došlo:
- 1850 země česká, kraj Praha, politický i soudní okres Hořovice[4]
- 1855 země česká, kraj Praha, soudní okres Hořovice
- 1868 země česká, politický i soudní okres Hořovice
- 1939 země česká, Oberlandrat Plzeň, politický i soudní okres Hořovice[5]
- 1942 země česká, Oberlandrat Praha, politický okres Beroun, soudní okres Hořovice[6]
- 1945 země česká, správní i soudní okres Hořovice[7]
- 1949 Pražský kraj, okres Hořovice[8]
- 1960 Středočeský kraj, okres Beroun
- 2003 Středočeský kraj, okres Beroun, obec s rozšířenou působností Hořovice

## Společnost

### Rok 1932
Ve vsi Běštín (791 obyvatel, poštovna) byly v roce 1932 evidovány tyto živnosti a obchody: obchod s domácím a kuchyňským nářadím, 3 hostince, výroba hřebíků, továrna na ovocné konservy, krejčí, 2 obuvníci, 3 pekaři, pokrývač, 2 řezníci, 6 obchodů se smíšeným zbožím, 3 trafiky, 2 truhláři, obchod se zvěřinou a drůbeží.

## Pamětihodnosti

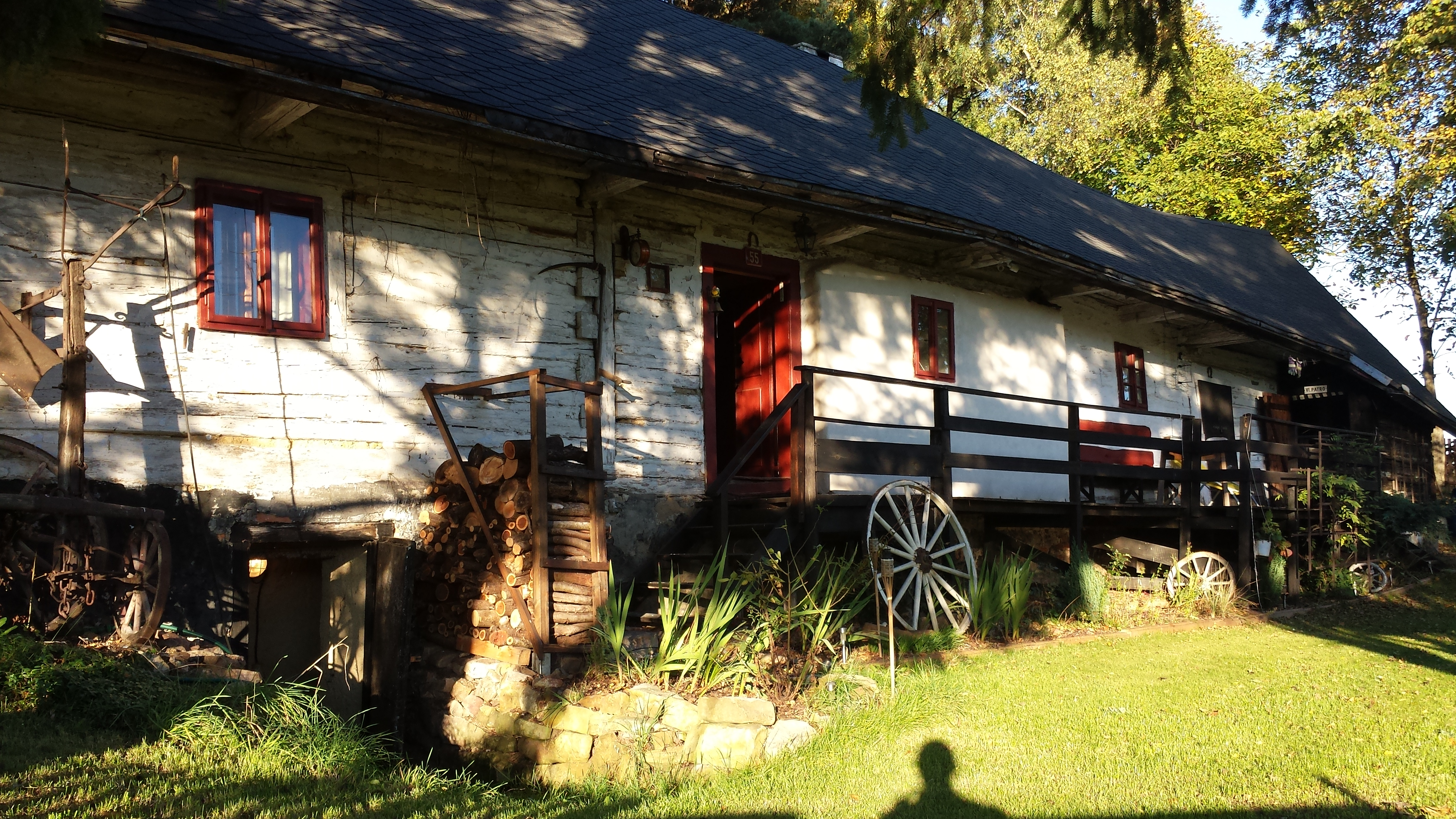
Roubená usedlost z roku 1797, od 60 let zapsaná do seznamu národních kulturních nemovitých památek

- Židovský hřbitov východně od vsi na sv. úbočí vrchu Chlumek (49° 48′ 38″, 14° 01′ 38″, již na katastru sousedního města Hostomice). Hřbitov byl založen někdy v letech 1833 či 1837 a sloužil židovské náboženské obci v Hostomicích. Na ploše 0,20 ha se dochovalo kolem 160 náhrobků od 30. let 19. do 30. let 20. století.[10]
- Budova někdejší synagogy (čp. 94)
- Kaplička

- Roubená usedlost čp. 55[11] postavená roku 1797 jako kovárna s výrobou hřebíků a cvočků, jedno ze zakládajících stavení pozdější obce (významná kulturní nemovitá památka, bydliště Ak. arch. Vladimíra Uhlíře)Roubená usedlost z roku 1797, od 60 let zapsaná do seznamu národních kulturních nemovitých památek

## Osobnosti
- Bartoloměj Hlavín (1846–1904), malíř, narozen v Běštíně
- Franta Župan, vlastním jménem František Procházka (1858–1929), spisovatel, narozen v Běštíně (na rodném domě čp. 47 osazena pamětní deska)
- Ak. arch. Vladimír Uhlíř (1926–2011), pražský architekt, designer, výtvarník, známý převážně jako autor pražských stanic metra Vltavská, Florenc, Pražského povstání, Roztyly, bydlel v Běštíně v roubené usedlosti čp. 55 pod Chlumkem. V obci projektoval vodní nádrž, hasičskou zbrojnici a desítky rodinných vesnických domů.

## Doprava

### Dopravní síť
Obcí vede silnice II/115 Jince – Hostomice – Řevnice – Černošice – Praha-Radotín. Železniční trať ani stanice či zastávka na území obce nejsou.

### Autobusová doprava
Autobusovou dopravu v obci Běštín zajišťuje společnost Arriva Střední Čechy. Obec je součástí Pražské integrované dopravy (PID). V obci se nacházejí zastávky Běštín,škola a Běštín,transformátor. Autobusová linka 640 propojuje Čenkov, Jince, Běštín, Hostomice, Lhotku, Lochovice, Libomyšl, Chodouň a Zdice.

## Turistika
Obcí vede modrá turistická trasa: Komorsko – Křižátky – Běštín – Hostomice – Malý Chlumec – Jelení Palouky